# Бумпе

Бу́мпе або Бо́мпе (англ. Bumpe, Bumpeh або Bompeh) — село у складі округу Бо Південної провінції Сьєрра-Леоне. Адміністративний центр вождівства Бумпе-Нґао та центр секції Бумпе.

## Географія
Село розташоване на річці Табе, за 20 км на південний захід від центру округа міста Бо, з яким пов'язане автодорогою.

### Клімат
Село знаходиться у зоні, котра характеризується мусонним кліматом. Найтепліший місяць — квітень із середньою температурою 28.2 °C (82.8 °F). Найхолодніший місяць — січень, із середньою температурою 25.3 °С (77.5 °F).
| Клімат Бумпе            | Клімат Бумпе | Клімат Бумпе | Клімат Бумпе | Клімат Бумпе | Клімат Бумпе | Клімат Бумпе | Клімат Бумпе | Клімат Бумпе | Клімат Бумпе | Клімат Бумпе | Клімат Бумпе | Клімат Бумпе | Клімат Бумпе |
| Показник                | Січ.         | Лют.         | Бер.         | Квіт.        | Трав.        | Черв.        | Лип.         | Серп.        | Вер.         | Жовт.        | Лист.        | Груд.        | Рік          |
| Середня температура, °C | 25,3         | 27,4         | 27,9         | 28,2         | 27,3         | 26,4         | 25,4         | 25,3         | 25,9         | 26,5         | 26,5         | 25,7         | 26,5         |
| Норма опадів, мм        | 4.9          | 19.3         | 41.9         | 101.7        | 300.5        | 336.3        | 491.1        | 560.5        | 417.7        | 341          | 131.2        | 23.5         | 2769.6       |
| Днів з опадами          | 0,9          | 1,6          | 4,4          | 8,4          | 16,2         | 21,6         | 25,2         | 26           | 24,7         | 23,4         | 12           | 2,4          | 166,8        |
| Вологість повітря, %    | 67.6         | 68           | 65.6         | 68.7         | 77.4         | 81.6         | 86.5         | 87.1         | 84.3         | 80.9         | 78.9         | 74.4         | 76.8         |
| ----------------------- | ------------ | ------------ | ------------ | ------------ | ------------ | ------------ | ------------ | ------------ | ------------ | ------------ | ------------ | ------------ | ------------ |
| Джерело: Weatherbase    |              |              |              |              |              |              |              |              |              |              |              |              |              |

## Населення
Населення села становить 16123 особи (2013; 7556 в 1985, 4707 в 1974, 2021 в 1963).

## Господарство
У селі діють 3 початкових школи, середня школа, центр здоров'я.